# بيرسي هاميلتون ستيوارت
بيرسي هاميلتون ستيوارت (بالإنجليزية: Percy Hamilton Stewart)‏ هو محامي وسياسي أمريكي، ولد في 10 يناير 1867 بنيوآرك في الولايات المتحدة، وتوفي في 30 يونيو 1951 في نفس البلد. حزبياً، نشط في الحزب الديمقراطي. وقد انتخب عضو مجلس النواب الأمريكي.